# Oulun Kärpät
Gli Oulun Kärpät, letteralmente "gli ermellini di Oulu", sono una squadra di hockey su ghiaccio di Oulu, vincitrice di sette campionati finlandesi, nel 1981, 2004, 2005, 2007, 2008, 2014 2015 e 2018. Il logo della squadra è un ermellino.

## Storia
La storia della squadra inizia nella primavera del 1946, quando tre giovani decidono di fondare una nuova società sportiva a Oulu. Il 15 maggio, alla seduta di costituzione della società, i fondatori decidono di chiamare la futura società Oulun Kärpät 46. Inizialmente la neonata società si dedicò al calcio e al bandy.
La sezione hockeistica fu fondata nel gennaio del 1947. Durante la decade successiva l'hockey ebbe un grande successo e la sezione hockeistica divenne ben presto quella predominante all'interno della polisportiva. La prima partita di alto livello giocata dalla squadra fu il 4 dicembre 1960 contro l'HJK. La permanenza nella serie più importante del campionato finlandese fu breve e la squadra retrocesse al termine della prima stagione. La squadra raggiunse di nuovo la massima serie nella stagione 1965-1966, ma i risultati non furono diversi. Anche una successiva partecipazione nel 1967-68 non fu più fruttuosa poiché la squadra perse tutte le partite.
Il settore giovanile, al contrario, che godeva di grande attenzione sin dai primi anni, vinse in quegli anni il suo primo campionato nazionale di categoria (nel 1971). Nel 1975, quando fu fondata la SM-liiga, la squadra partì dalla prima divisione. L'obbiettivo dichiarato era quello di raggiungere il prima possibile la massima divisione. La squadra riuscì nell'impresa l'anno successivo, il 1976. Il campionato nella prima lega fu difficile e la squadra arrivò settima, cioè ultima, ma riuscì a rimanere nella liiga facilmente.
Le prestazioni migliorarono dopo l'acquisto di alcuni giocatori e nel 1980 la squadra arrivò terza vincendo la medaglia di bronzo.
L'anno successivo la squadra arrivò terza nella stagione regolare e sconfisse in finale il Tappara, vincendo il primo titolo della propria storia. La squadra, per alcune cessioni, s'indebolì e rimase rilegata per due stagioni al quinto posto. Si ebbe così un cambio alla guida della squadra e con un nuovo allenatore l'obiettivo era di vincere almeno una medaglia. I giocatori non delusero le aspettative e conquistarono la medaglia di bronzo. Per il campionato successivo sembrò che la squadra potesse puntare più in alto, ma si riuscì soltanto a bissare il bronzo dell'anno precedente. Dopo un altro terzo posto, nel 1987 la squadra vinse la stagione regolare, ma nei play-off fu costretta a cedere il passo, in finale, ancora al Tappara. Vi erano grandi speranze per l'anno successivo, ma la squadra retrocesse addirittura in prima divisione.

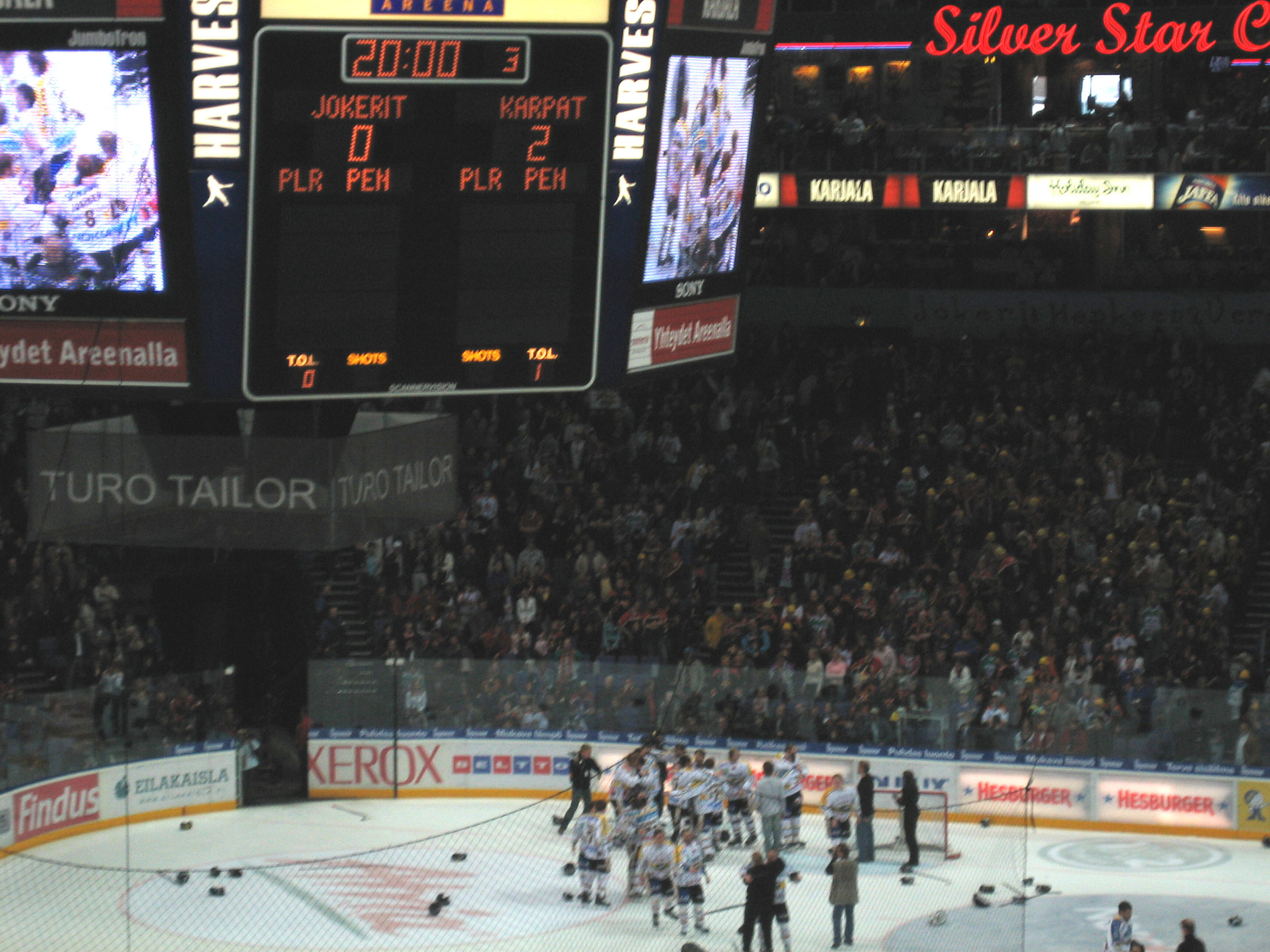
Nelle finali del 2005 il Kärpät batté il Jokerit a Helsinki per vincere il loro secondo titolo consecutivo

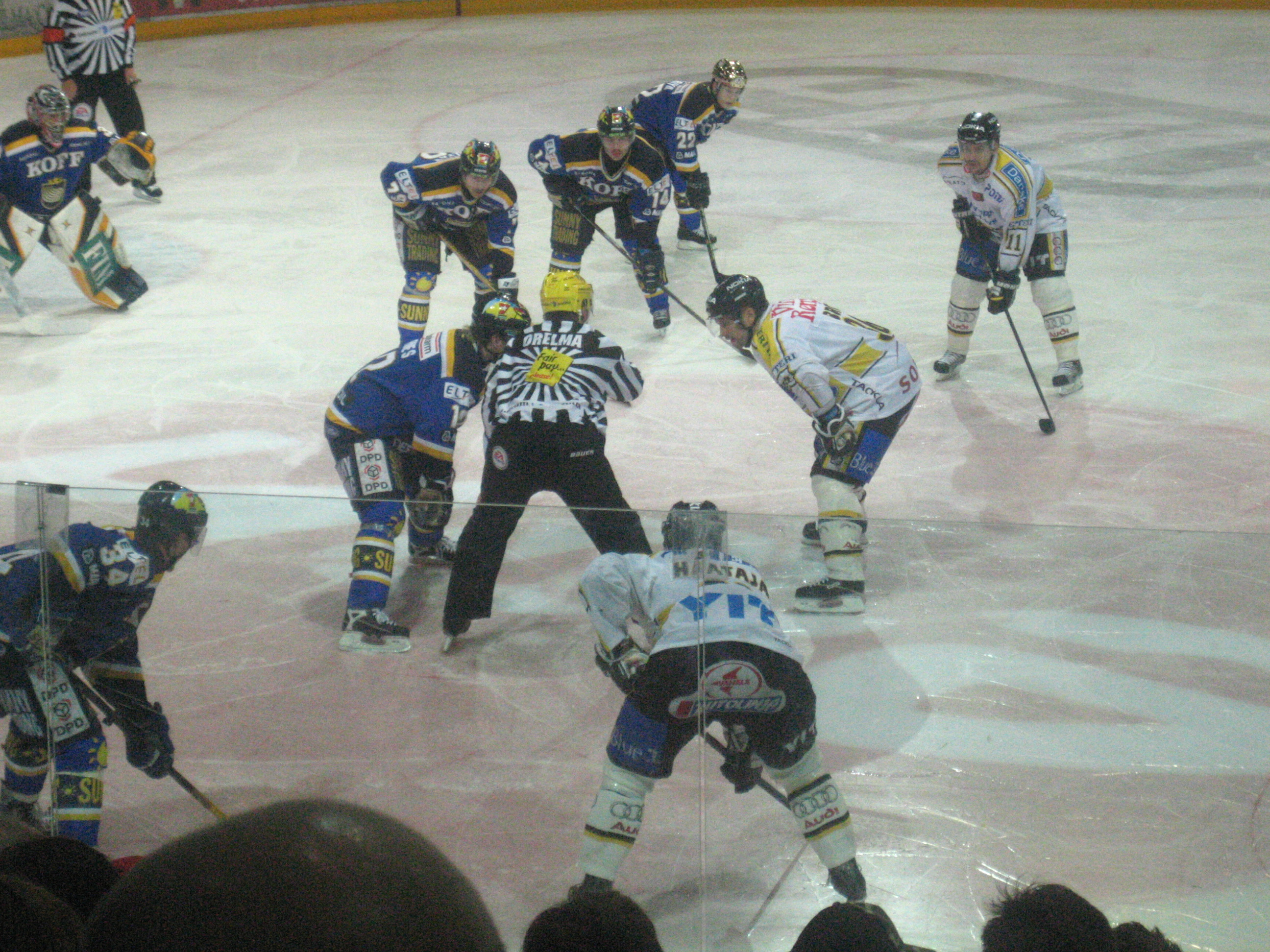
I giocatori del Kärpät contro i Blues nei playoff del 2006

La società contava di ritornare subito nella lega principale, ma si presentarono inattese difficoltà di carattere finanziario. La società andò in bancarotta e riprese a disputare la prima divisione nel 1995. Il primo anno la squadra arrivò ottava perdendo nei play-off. Nei due successivi campionati la squadra perse per due volte la possibilità di avanzare nella prima lega, sconfitta in entrambe le occasioni dal KalPa. A seguito di un altro avvicendamento sulla panchina della squadra, con l'arrivo nella stagione 1998-1999 di Juhani Tamminen, il Kärpät disputò un'ottima stagione regolare, ma perse ancora una volta in finale, contro il TuTo.
Il tanto agognato approdo nella liiga riuscì l'anno seguente, dopo la vittoria nei playoff contro i Pelicans Lahti. Le prime stagione nella massima serie furono piene di alti e bassi e la squadra arrivò quarta nel 2001 e sesta nel 2002. La stagione successiva la squadra arrivò sino alle finali, valide per la conquista del titolo: come già nel 1987, gli ermellini dovettero arrendersi al Tappara. Nella stagione 2003-04 la squadra tornò a disputare le finali e questa volta ne uscì vittoriosa, vincendo il campionato 23 anni dopo il primo titolo. Nel 2005 la squadra difese con successo il titolo vincendo contro il Jokerit la serie al meglio delle cinque partite per 3-1. Gli ermellini, poi, tornarono al vertice due anni dopo, quando nel 2007 fu ancora il Jokerit a fare le spese di una prestazione formidabile della squadra di Oulu, che nei playoff non perse alcuna partita vincendo la finale 3-0. Nel campionato 2007-2008 arrivò il secondo titolo consecutivo, il quarto in cinque anni, dopo la serie vittoriosa per 4-1 contro i Espoo Blues.
Grazie alla vittoria in campionato, la squadra si è guadagnata un posto nella Champions Hockey League (2008-2009), in cui però non ha ben figurato, uscendo al primo turno.

## Giocatori

### Numeri ritirati
- 10 - Reijo Ruotsalainen
- 24 - Jari Viuhkola

## Palmarès

### Competizioni nazionali
- Campionato finlandese: 7

1981, 2004, 2005, 2007, 2008, 2014, 2015